# EMUSIC 32 -meets you-
『EMUSIC 32 -meets you-』（エミュージックサ―ティ―ツ―・ミーツ・ユー）は、新田恵海の2枚目のスタジオ・アルバムである。2018年5月16日にブシロードミュージック内のプライベートレーベルであるemitsunレーベル (EMTN) から発売された。本作のリード曲「君に咲く愛のうた」の作詞はZAQ、作曲・編曲は松坂康司が担当した。

## 背景とリリース
2017年にアーティストデビューから3年間の軌跡をまとめたベスト・アルバム『Trace of EMUSIC』を発売したが、スタジオ・アルバムとしては2015年10月に発売された1stアルバム『EMUSIC』以来、約2年7か月ぶりとなる。本作に収録される全11曲はすべて新曲となる。リード曲「君に咲く愛のうた」の作詞は新田とプライベートでも仲が良く、親交の深いZAQが担当した。
2018年3月7日に2ndアルバムの発売決定が発表された。4月8日に行われた新田のラジオ番組の公録イベント「『新田恵海のえみゅーじっく♪ろけっつ☆』公開録音 〜つんらじ スプリングつんカム〜」にてアルバムタイトルが『EMUSIC 32 -meets you-』であることが発表され、リード曲「君に咲く愛のうた」のミュージック・クリップの1コーラスが初公開された。タイトルには「今（32歳）の新田恵海の音楽 (EMUSIC)」、「EMUSICとあなたとの出会い (meets you)」という意味が込められている。新田は本作を「新しい名刺のようなアルバム」と称した。
発売形態は「おはようからおやすみまで」の新田の1日を追った48ページの撮り下ろし写真が掲載されたフォトブックレット付き限定盤 (EMTN-10019) とリード曲「君に咲く愛のうた」のミュージック・ビデオのフルバージョンなどが収録されたDVD付き限定盤 (EMTN-10020)、CDのみの通常盤 (EMTN-10021) の3種類で、限定盤は三方背BOX仕様となる。ジャケットアートワークは発売形態によって異なり、通常版が「朝」、DVD付き限定盤が「昼」、フォトブックレット付き限定盤が「夜」をイメージした写真になっている。本作は2018年5月16日から音楽配信も開始された。ジャケットは配信オリジナルであり、iTunes Storeとe-onkyo musicでは購入者特典として配信オリジナル写真が掲載されたデジタルフォトブックレットが付属する。

## メディアでの使用
月蝕會議が楽曲提供した「マスカレイド」は山田菜々美主演、山田雅史監督のホラー映画『黒看』の主題歌に起用された。新田が映画の主題歌を担当するのは初となる。
「Baby Call My Name」はDVD『だめんず・うぉ〜か〜 THE MOVIE ジェラシー編』のエンディングテーマに起用された。

## 収録トラック
| #         | タイトル              | 作詞           | 作曲                                         | 編曲               | 時間  |
| --------- | --------------------- | -------------- | -------------------------------------------- | ------------------ | ----- |
| 1.        | 「32 -meets you-」    | -              | 扇谷研人                                     | 扇谷研人、牧山文岳 | 01:41 |
| 2.        | 「君に咲く愛のうた」  | ZAQ            | 松坂康司                                     | 松坂康司           | 04:20 |
| 3.        | 「コイスルマチカド」  | 金崎真士       | 金崎真士                                     | 金崎真士           | 04:45 |
| 4.        | 「Colorful Parade」   | 唐沢美帆       | hisakuni                                     | hisakuni           | 04:21 |
| 5.        | 「In the Ring」       | 新田恵海       | 小野貴光                                     | 玉木千尋           | 04:51 |
| 6.        | 「マスカレイド」      | 月蝕會議       | 月蝕會議                                     | 月蝕會議           | 04:15 |
| 7.        | 「勿忘草」            | 唐沢美帆       | 山崎真吾                                     | 安岡洋一郎         | 04:58 |
| 8.        | 「Bon Voyage!」       | 唐沢美帆       | M.K.O.N                                      | M.K.O.N            | 04:42 |
| 9.        | 「Baby Call My Name」 | Kanata Okajima | Naoki Itai、Kanata Okajima、モチヅキヤスノリ | Naoki Itai         | 03:55 |
| 10.       | 「my youth」          | 新田恵海       | 高橋修平                                     | 高橋修平           | 03:54 |
| 11.       | 「UNITED」            | 新田恵海       | 佐伯高志                                     | 佐伯高志           | 04:43 |
| 合計時間: | 合計時間:             | 合計時間:      | 合計時間:                                    | 合計時間:          | 46:25 |

| #  | タイトル                                      | 作詞 | 作曲・編曲 |
| -- | --------------------------------------------- | ---- | ---------- |
| 1. | 「『君に咲く愛のうた』 Music Clip」           |      |            |
| 2. | 「Making of 『君に咲く愛のうた』 Music Clip」 |      |            |

## 新田恵海 Live Tour 2018「EMUSIC 32 -meets you-」
本作に関連して、2018年6月にライブツアー『新田恵海 Live Tour 2018「EMUSIC 32 -meets you-」』が開催された。
日程
| 公演日        | 都道府県 | 会場                 |
| ------------- | -------- | -------------------- |
| 2018年6月9日  | 大阪府   | 堂島リバーフォーラム |
| 2018年6月10日 | 大阪府   | 堂島リバーフォーラム |
| 2018年6月30日 | 東京都   | NHKホール            |

セットリスト（NHKホール）
OP. 32 -meets you-
1. 君に咲く愛のうた
2. ROCKET HEART
3. コイスルマチカド
4. Rainy*flower
5. Colorful Parade
6. In the Ring
7. 勿忘草
8. スピカ
9. きらめきを夢みて
10. マスカレイド
11. 盟約の彼方
12. Shine
13. Believe in (E)MUSIC
14. NEXT PHASE
15. OURS POWERS
16. Baby Call My Name
17. Bon Voyage！

アンコール
1. つなぐメロディー
2. my youth
3. UNITED

サポートメンバー（バンド）
- 山崎淳 - ギター
- 目黒郁也 - ベース
- 柴崎洋輔 - キーボード
- 岩佐結里 - ピアノ
- mika - ドラムス
- 牧山文岳 - マニピュレーター

### 新田恵海 Live Tour 2018「EMUSIC 32 -meets you-」@NHKホール 2018.06.30
2018年9月17日にNHKホール公演のライブ音源を収録した配信限定ライブアルバム『新田恵海 Live Tour 2018「EMUSIC 32 -meets you-」@NHKホール 2018.06.30』の配信が開始された。
収録曲
1. 「Colorful Parade(新田恵海 Live Tour 2018「EMUSIC 32 -meets you-」@NHKホール 2018.06.30)」 - 4:25
2. 「マスカレイド(新田恵海 Live Tour 2018「EMUSIC 32 -meets you-」@NHKホール 2018.06.30)」 - 5:26
3. 「OURS POWERS(新田恵海 Live Tour 2018「EMUSIC 32 -meets you-」@NHKホール 2018.06.30)」 - 5:08
4. 「Bon Voyage！(新田恵海 Live Tour 2018「EMUSIC 32 -meets you-」@NHKホール 2018.06.30)」 - 4:43
5. 「my youth(新田恵海 Live Tour 2018「EMUSIC 32 -meets you-」@NHKホール 2018.06.30)」 - 4:21
6. 「UNITED(新田恵海 Live Tour 2018「EMUSIC 32 -meets you-」@NHKホール 2018.06.30)」 - 5:06